# Gigi Pandian
Gigi Pandian, née en 1975, est une romancière et une nouvelliste américaine, auteure de roman policier.

## Œuvre

### Romans

#### SérieJaya Jones
- Artifact (2012)
- Pirate Vishnu (2014)
- Quicksand (2015)
- Michelangelo’s Ghost (2016)
- The Ninja’s Illusion (2017)
- The Glass Thief (2019)

#### SérieZoe Faust
- The Accidental Alchemist (2015)
- The Masquerading Magician (2016)
- The Elusive Elixer (2017)
- The Alchemist’s Illusion (2019)

#### SérieSecret Staircase
- Under Lock & Skeleton Key (2022)
- The Raven Thief (2023)
- A Midnight Puzzle (2024)
- The Library Game (2025)

### Recueils de nouvelles

#### SérieJaya Jones
- The Cambodian Curse and Other Stories (2018)

### Nouvelles
- The Shadow of the River (2012)
- The Hindi Houdini (2013)
- A Dark and Stormy Light (2014)
- The Haunted Room (2014)
- The Curse of Cloud Castle (2015)
- Tempest in a Teapot (2015)
- The Library Ghost of Tanglewood Inn (2017)
- The Locked Room Library (2021)

## Prix et distinctions

### Prix
- Prix Lefty Rose 2015 pour Pirate Vishnu[2]
- Prix Lefty 2016 du meilleur roman régional pour The Accidental Alchemist[2]
- Prix Agatha 2017 de la meilleure nouvelle pour The Library Ghost of Tanglewood Inn[3]
- Prix Anthony 2020 du meilleur livre de poche original pour The Alchemist’s Illusion[4]
- Prix Agatha 2024 du meilleur roman pour A Midnight Puzzle[3]

### Nominations
- Prix Agatha 2013 de la meilleure nouvelle pour The Hindi Houdini[3]
- Prix Macavity 2014 de la meilleure nouvelle pour The Hindi Houdini[5]
- Prix Lefty 2017 du meilleur roman pour Michelangelo’s Ghost[2]
- Prix Sue Grafton 2020 pour The Alchemist’s Illusion[6]
- Prix Edgar-Allan-Poe 2022 de la meilleure nouvelle pour The Locked Room Library[7]
- Prix Agatha 2021 de la meilleure nouvelle pour The Locked Room Library[3]
- Prix Anthony 2022 de la meilleure nouvelle pour The Locked Room Library[4]
- Prix Macavity 2022 de la meilleure nouvelle pour The Locked Room Library[5]
- Prix Lefty 2023 du meilleur roman pour Under Lock & Skeleton Key[2]
- Prix Agatha 2023 du meilleur roman pour The Raven Thief[3]
- Prix Lefty 2024 du meilleur roman pour The Raven Thief[2]